# Тіто Ачербо
Ті́то А́чербо (італ. Tito Acerbo, 4 травня, 1890 Лорето-Апрутіно — 16 червня, 1918 Кроче) — італійський громадський та політичний діяч, член фашистської партії.
Він в 1924 році організував автоперегони названі на його честь — Кубок Ачербо, котрі були одними із найпопулярніших автоспортивних змагань в довоєнному світі.